# Салуццо, Фердинандо Мария
Фердинандо Мария Салуццо (итал. Ferdinando Maria Saluzzo; 20 ноября 1744, Неаполь, Неаполитанское королевство — 3 ноября 1816, Рим, Папская область) — итальянский куриальный кардинал. Титулярный архиепископ Феодосии с 25 июня 1784 по 13 июля 1784. Титулярный архиепископ Карфагена с 13 июля 1784 по 23 февраля 1801. Апостольский нунций в Польше с 30 июля 1784 по 14 марта 1794. Камерленго Священной Коллегии кардиналов с 1803 по 1804. Префект Священной Конгрегации доброго управления с 1814 по 3 ноября 1816. Кардинал-священник с 23 февраля 1801, с титулом церкви Санта-Мария-дель-Пополо с 20 июля 1801 по 28 мая 1804. Кардинал-священник с титулом церкви Сант-Анастазия с 28 мая 1804 по 3 ноября 1816. 